# غوجينو
في فيزياء الجسيمات الغوجينو هو مرافق ممتاز افتراضي لبوزون قياسي تتوقعه نظرية القياس مع التناظر الفائق. هذه الجسيمات هي فرميونات.
في الحد الأدنى لتفرع تناظري فائق لنظرية النموذج العياري الغوجينوات هي 
- فوتينو, ذي الرمز 
γ͂
, وهو المرافق الممتاز للفوتون.
- غلوينو, ذي الرمز 
g͂
 وهو المرافق الممتاز للغلوون, وبذلك يحمل شحنة لونية.
- وينو, ذي الرمز 
W͂±
, وهو المرافق الممتاز ل 
W±
, الذي يحمل الميادين القياسية SU(2)L.
- زينو, ذي الرمز 
Z͂
, وهو المرافق الممتاز للبوزون زد.
- جرافتونو, ذي الرمز 
G͂
, وهو المرافق الممتاز للجرافتون في نظريات التجاذب الفائق.
- هيكزينو, ذي الرمز 
H͂
, وهو المرافق الممتاز لبوزون هيغز.
- بينو وهو المرافق الممتاز للميدان القياسي المناسب لشحنة فائقة ضعيفة.

يشكل امتزاج الغوجينوات مع الهيكزينوات ترتيبات خطية ("mass eigenstates") تعرف باسم نوترالينو (محايد) وشارجينو (مشحون). في عدة نماذج أخف نوترالينو المعروف أحيانا باسم فوتينو مستقر. في هذه الحالة يعتبر جزيئا ضخما ضعيف التفاعل ومرشح لتكوين المادة المظلمة.